# Campionati europei di ciclismo su strada 2021 - Cronometro femminile Elite
La cronometro femminile Elite dei Campionati europei di ciclismo su strada 2021, sesta edizione della prova, si disputò il 9 settembre 2021 su un percorso di 22,4 km con partenza ed arrivo a Trento, in Italia. La medaglia d'oro fu appannaggio della svizzera Marlen Reusser, la quale completò il percorso con il tempo di 27'13", alla media di 49,38 km/h; l'argento andò all'olandese Ellen van Dijk e il bronzo alla tedesca Lisa Brennauer.
Sul traguardo 33 cicliste, su altrettanti partenti, portarono a termine la competizione.

## Ordine d'arrivo (Top 10)
| Pos. | Corridore          | Squadra     | Tempo   |
| ---- | ------------------ | ----------- | ------- |
| 1    | Marlen Reusser     | Svizzera    | 27'13"  |
| 2    | Ellen van Dijk     | Paesi Bassi | a 19"   |
| 3    | Lisa Brennauer     | Germania    | a 1'02" |
| 4    | Lisa Klein         | Germania    | a 1'22" |
| 5    | Riejanne Markus    | Paesi Bassi | a 1'43" |
| 6    | Valerija Kononenko | Ucraina     | a 1'52" |
| 7    | Anna Kiesenhofer   | Austria     | a 2'00" |
| 8    | Vittoria Bussi     | Italia      | a 2'09" |
| 9    | Sara Van De Vel    | Belgio      | a 2'13" |
| 10   | Emma Norsgaard     | Danimarca   | a 2'18" |